# جيف هدسون
جيف هدسون (بالإنجليزية: Geoff Hudson)‏ هو لاعب كرة قدم بريطاني، ولد في 14 أكتوبر 1931، وتوفي في ديسمبر 2015. لعب مع برادفورد سيتي وكامبريدج يونايتد ولينكولن سيتي أف سي ونادي برادفورد بارك أفنيو ونادي هاليفاكس تاون.